# 1520年代
1520年代（せんごひゃくにじゅうねんだい）は、西暦（ユリウス暦）1520年から1529年までの10年間を指す十年紀。

## できごと

### 1520年
- スレイマン大帝即位。オスマン帝国の最盛期。
- 「ストックホルムの血浴」。スウェーデンが、対デンマーク独立戦争開始。

### 1521年
- エルナン・コルテス、メキシコ征服。アステカ文明の滅亡。

### 1523年
- スウェーデンがカルマル同盟より離脱し独立。ヴァーサ王朝の開始。

### 1526年
- ハプスブルク家とフランスが「マドリード条約」を締結する（イタリア戦争）。
- 第一次パーニーパトの戦い。デリー・スルターン朝のローディー朝が滅亡し、ムガル帝国が成立する。

### 1529年
- オスマン帝国による第一次ウィーン包囲。